# Brandstätt (Edling)
Brandstätt ist ein Dorf in Bayern. Es liegt in der politischen Gemeinde Edling, Landkreis Rosenheim, Regierungsbezirk Oberbayern und gehört zur katholischen Pfarrei St. Cyriakus in Edling, Dekanat Wasserburg, Erzbistum München und Freising. In Brandstätt leben ca. 120 Einwohner.

## Geschichte
Brandstätt war schon vor 1270 alter Besitz der Fraunberger von Haag und kam dann an das Kloster Attel. Bis Anfang des 19. Jahrhunderts war Brandstätt der Hauptort der Hofmark Brandstätt. Die von Manteuffel besaßen das Schloss Brandstätt bis 1859. Ein Patrimonialgericht wurde jedoch nach 1820 nicht mehr gebildet.
Steppach wurde mit dem Gemeindeedikt 1818 eine selbständige politische Gemeinde, zu der auch Brandstätt zugeordnet wurde. Die Gemeinde Steppach gehörte zum ehemaligen Landkreis Wasserburg am Inn. Im Zuge der Gemeindegebietsreform verlor die Gemeinde am 1. April 1971 ihre Selbständigkeit und wurde Bestandteil der Gemeinde Edling.
Von 1905 bis 2014 erschloss die Bahnlinie Wasserburg–Grafing–München (Filzenexpress) den Ort. Im Zuge der Ausweitung des Fahrplanangebots und der damit erforderlichen Kürzung der Fahrzeit zwischen Wasserburg Bahnhof und Grafing Bahnhof wurde der Bedarfshaltepunkt aufgelassen. Der Ort ist nur noch über eine Haltestelle der RVO-Linie 9421 an den öffentlichen Personennahverkehr angeschlossen. Die beiden Bundesstraßen 304 und 15 sind in unmittelbarer Nähe. Sie ermöglichen die überregionale Ost-West- und Nord-Süd-Anbindung.